# Lygrus holoniger
Lygrus holoniger là một loài bọ cánh cứng trong họ Cerambycidae.